# Cattedrale di Ribe
La cattedrale di Nostra Signora (in danese: Vor Frue Kirke Maria) è la cattedrale luterana della città di Ribe, in Danimarca. La chiesa è sede della diocesi di Ribe per la Chiesa di Danimarca e rappresenta uno dei più antichi edifici del Paese e dell'intera Scandinavia.

## Storia e descrizione
Costruita in stile romanico a partire dal 1130, su un già preesistente edificio, eretto intorno all'860 dal vescovo Asger, venne fondamentalmente terminata nel 1225, nonostante i lavori si protrassero per diversi altri secoli, impegnati soprattutto nell'elevazione delle torri, ampliamenti e finimenti.
L'interno, a pianta basilicale a tre navate e matronei è ricco di opere d'arte fra cui il bel pulpito rinascimentale realizzato nel 1597 da Jens Asmussen da Odense.

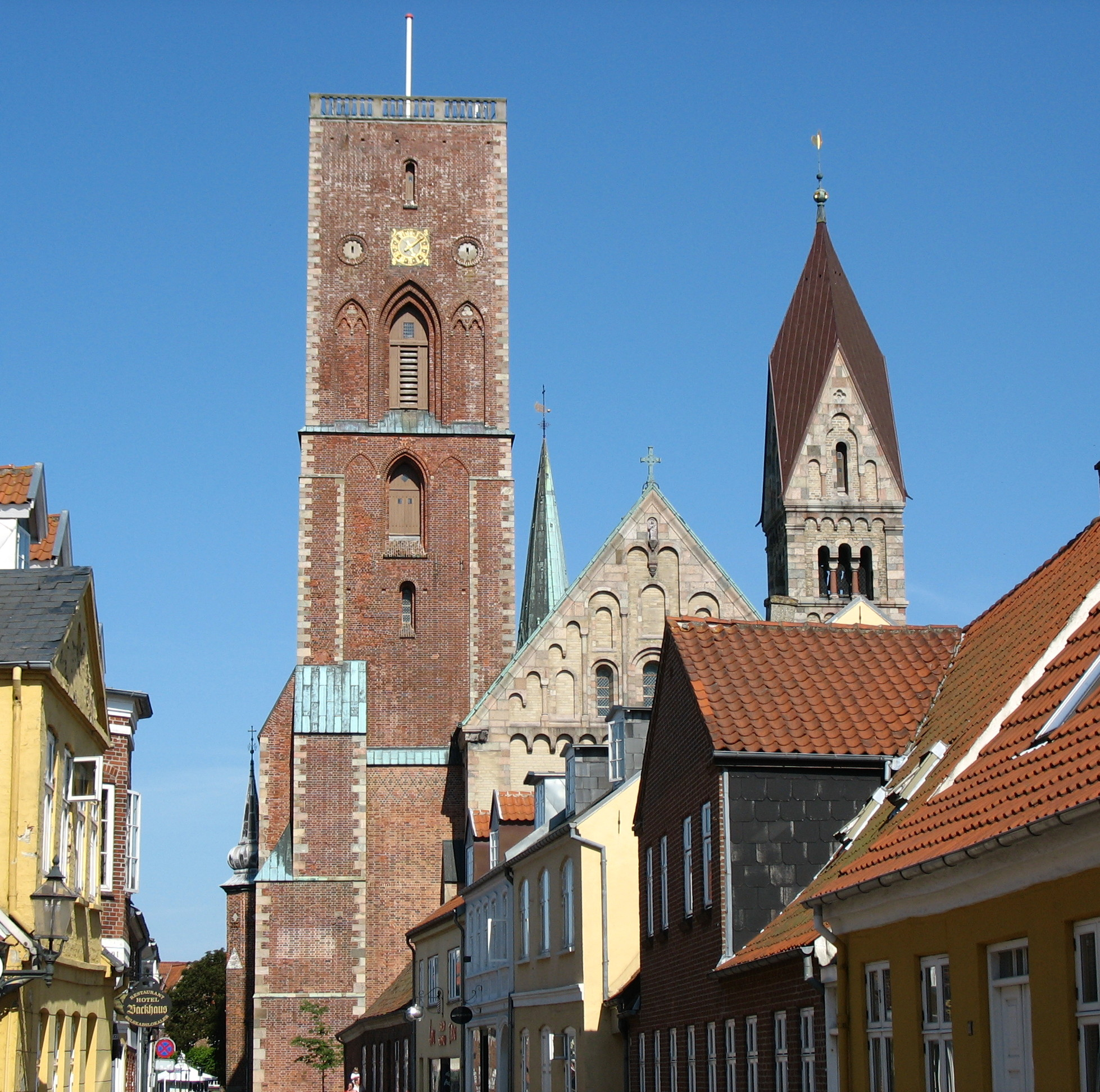
Le torri
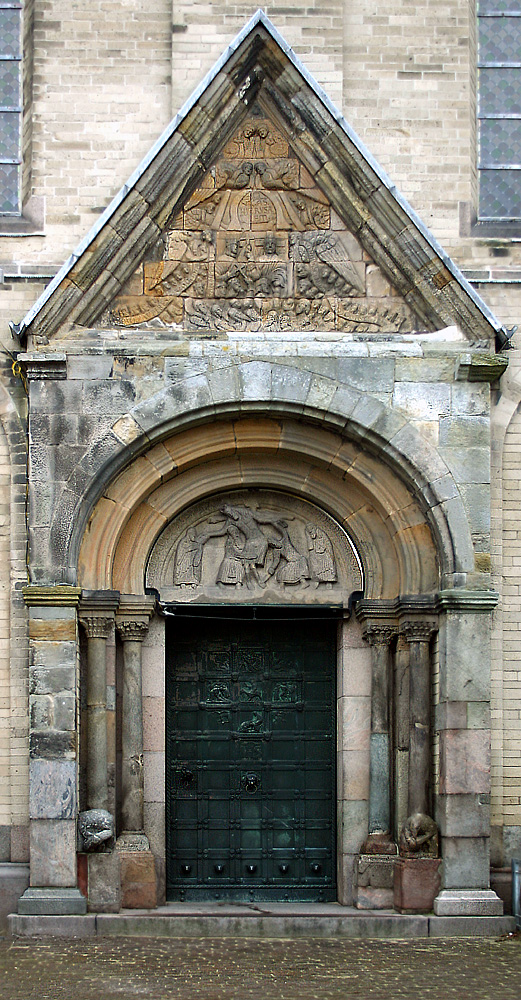
Il portale romanico della facciata
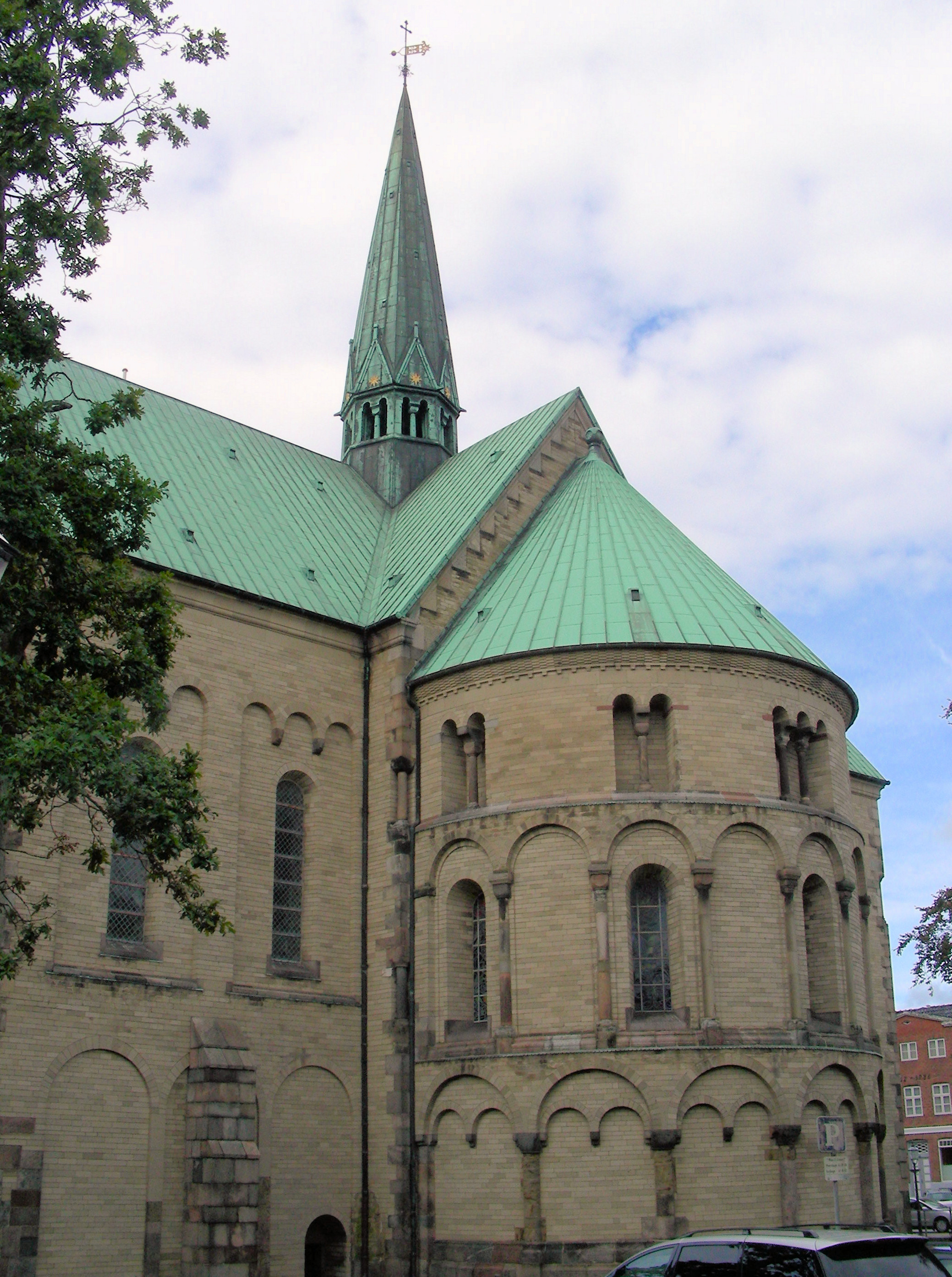
L'abside
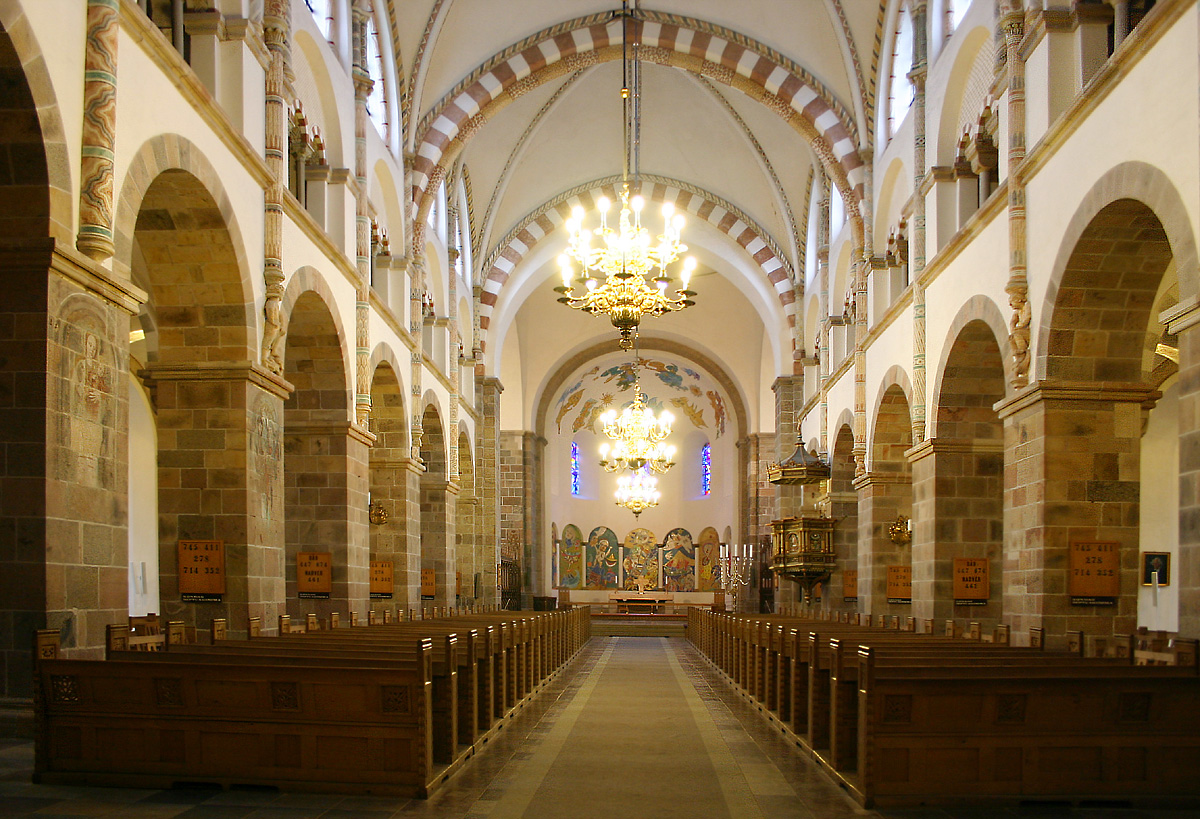
L'interno
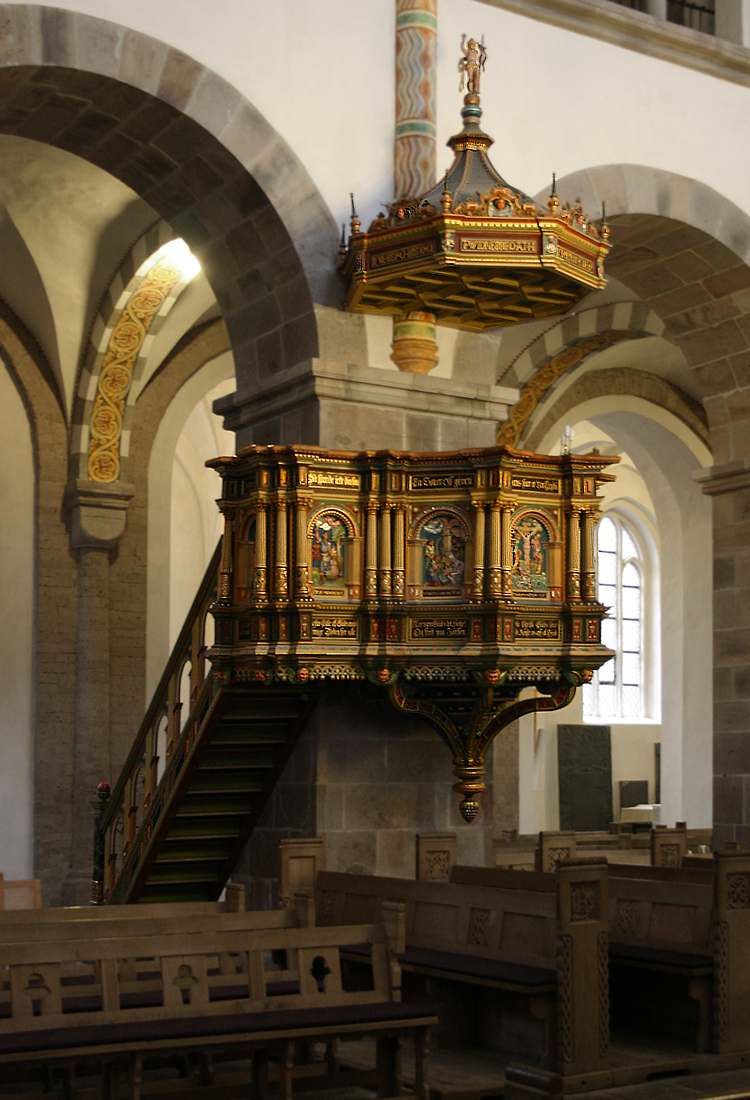
Il pulpito rinascimentale